# 416-й окремий стрілецький батальйон (Україна)
416-й окремий стрілецький батальйон (416 ОСБ) — військове піхотне формування у складі Сухопутних військ Збройних сил України чисельністю у батальйон.
Сформований у лютому 2023 року з мешканців Харківської області.

## Історія
416-й окремий стрілецький батальйон було сформовано відповідно до Наказу Головнокомандувача Збройних сил України Валерія Залужного та доручення Офісу Президента України, за якими окремі стрілецькі батальйони мають бути створені в усіх областях України. Батальйон було сформовано з мешканців Харківської області. Станом на другу половину лютого 2023 року батальйон підпорядковувався керівнику оперативного угруповання військ «Харків».
22 лютого 2023 року стало відомо, що військовослужбовці 416-го окремого стрілецького батальйону склали військову присягу. Командиром батальйону став Сергій Савченко. Згодом військовослужбовці мали бути направлені на навчання. Заступник начальника Харківської обласної військової адміністрації Роман Семенуха сказав, що обласна влада допомагає із забезпеченням батальйону всім необхіднім, зокрема, матеріально-технічною базою, щоб батальйон у найкоротші строки став до виконання бойових завдань.
У середині березня 2023 року бійці батальйону проходили навчання з тактики та вогневої підготовки, відпрацьовували навчальні стрільби на одному з полігонів Харківської області. За словами командира батальйону Сергія Савченка, навчання бійців підрозділу триватиме до середини квітня 2023 року, після чого вони будуть готові до виконання бойових завдань.
На березень 2024 року батальйон перебував у складі 142-ї піхотної бригади.

## Командування

### Командири
- Сергій Савченко[2]

### Заступники
- «Карнегі»[5]

## Символіка
На емблемі батальйону в золотому щиті перехрещено дві чорні рушниці, над якими зображено коня, що відтворює головну фігуру герба Слобідської України середини XVIII століття.

## Галерея

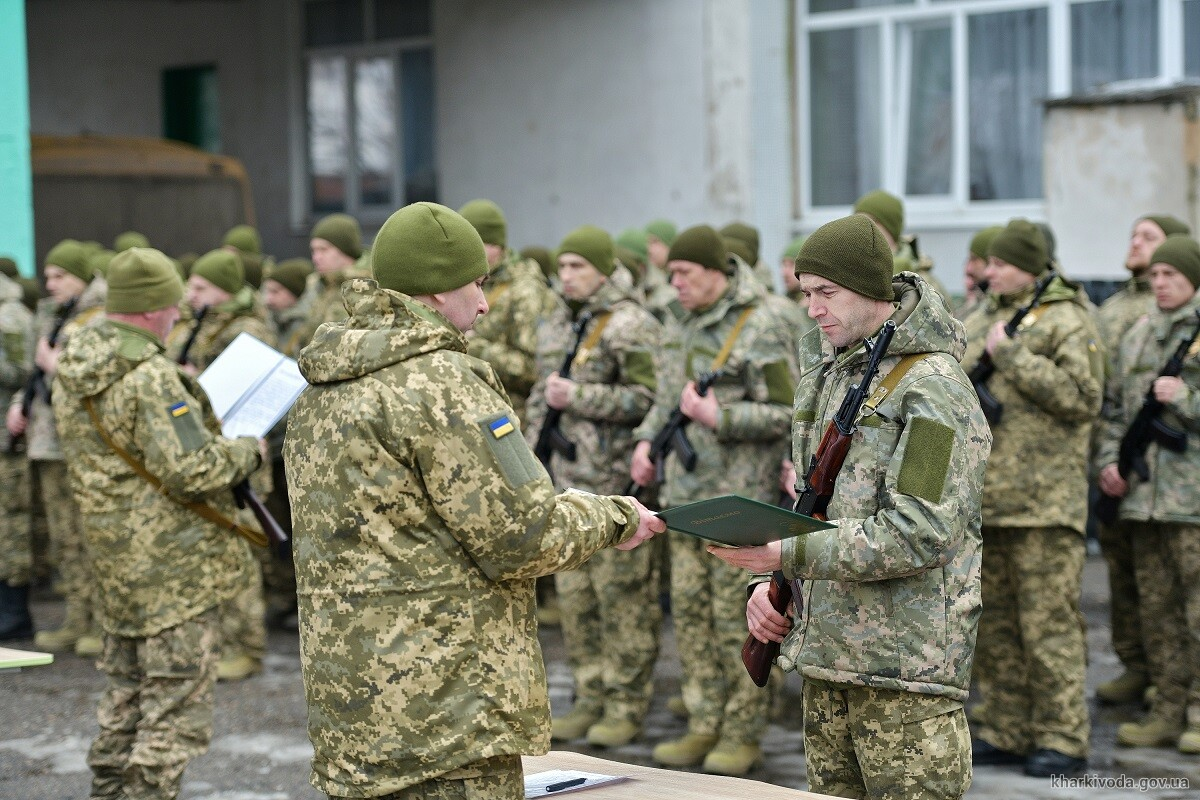
Військова присяга батальйону
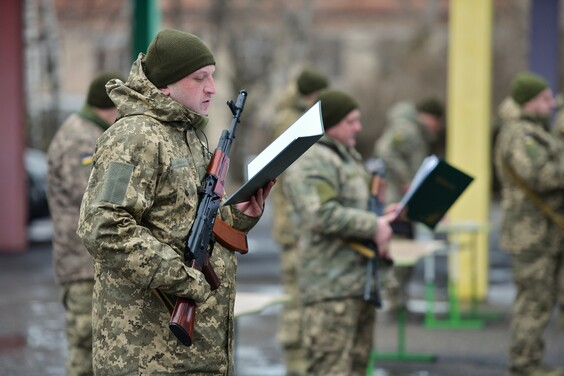
Військова присяга батальйону
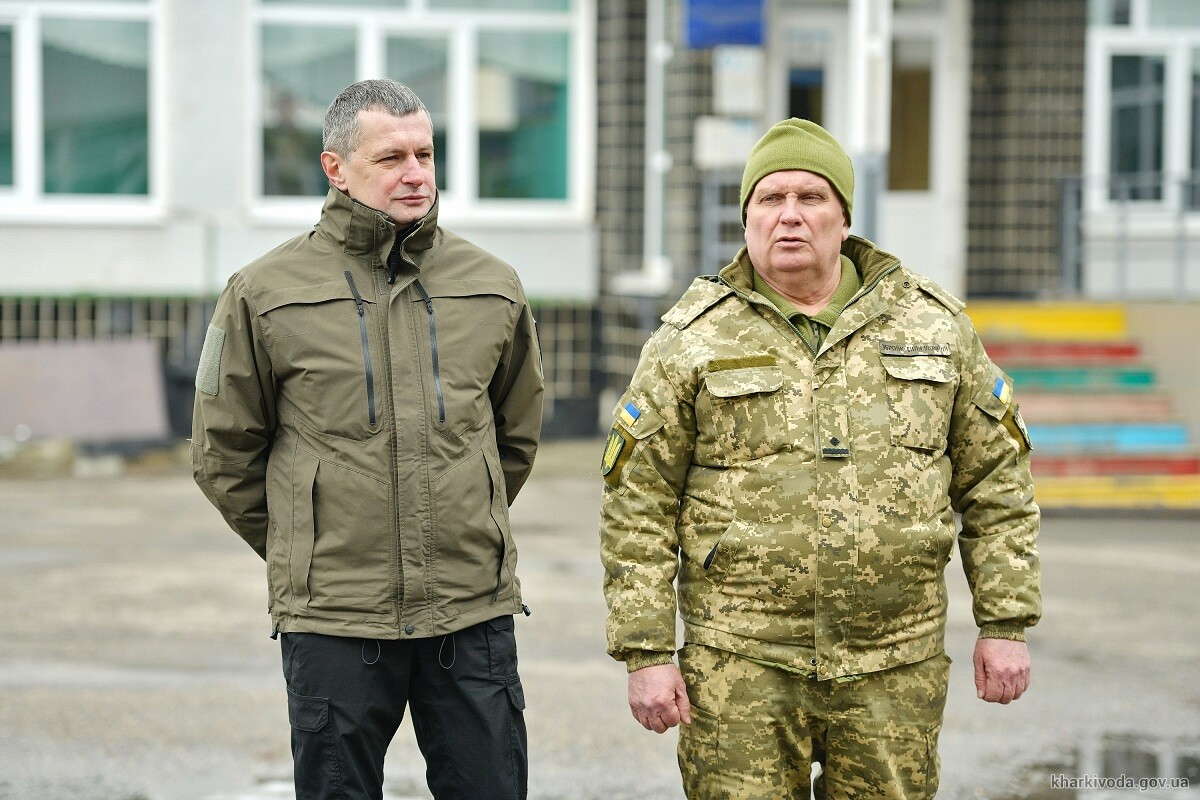
Командир батальйону Сергій Савченко (справа)